# Draco mindanensis
Espèce
Statut de conservation UICN

 VU A4c : Vulnérable
Draco mindanensis est une espèce de sauriens de la famille des Agamidae.

## Répartition
Cette espèce est endémique des Philippines. Elle se rencontre entre 200 et 900 m d'altitude sur Mindanao, sur Dinagat, sur Leyte et sur Samar.

## Étymologie
Son nom d'espèce, composé de mindan[ao] et du suffixe latin -ensis, « qui vit dans, qui habite », lui a été donné en référence au lieu de sa découverte, Mindanao.

## Publication originale
- Stejneger, 1908 : A new species of flying lizard from the Philippine Islands. Proceedings of the United States National Museum, vol. 33, no 1583, p. 677-679 (texte intégral).